# Дібровна вулиця (Житомир)
Дібровна вулиця — вулиця в Богунському районі міста Житомира.

## Характеристики
Розташована на Мальованці. Бере початок з Барашівської вулиці. Прямує на південний захід. Завершується за 800 м від свого початку перехрестям з вулицею Березівською. Від вулиці беруть початок 7-й Березівський провулок та Жоржиновий проїзд. Перехрестям з вулицею завершується 1-й Березівський провулок. Вулиця межує із землями лісового фонду.

## Історія
Вулиця виникла наприкінці ХІХ століття. Забудова частково формувалася протягом першої половини XX століття; частково — після Другої світової війни. 
Перша назва — Лісний провулок. На плані 1951 року вулиця показана як безіменна, будівлі вздовж якої мали адреси «вулиця Фурманова». У 1958 — 1995 рр. — Барашівський провулок. З 1995 року — чинна назва. 